# Sunday Uti
Sunday Uti (ur. 23 października 1962 w Lagos) – nigeryjski lekkoatleta, specjalizujący się w długich biegach sprinterskich, trzykrotny uczestnik letnich igrzysk olimpijskich (Moskwa 1980, Los Angeles 1984, Seul 1988), brązowy medalista olimpijski z Los Angeles w biegu sztafetowym 4 × 400 metrów.

## Sukcesy sportowe
- dwukrotny mistrz Nigerii w biegu na 400 metrów – 1981, 1988[1]

| Rok  | Miasto      | Zawody               | Konkurencja                      | Wynik                    |
| ---- | ----------- | -------------------- | -------------------------------- | ------------------------ |
| 1983 | Edmonton    | Uniwersjada          | bieg na 400 m                    | złoty medal              |
| 1984 | Rabat       | Mistrzostwa Afryki   | bieg na 400 m sztafeta 4 × 400 m | srebrny medal            |
| 1985 | Kair        | Mistrzostwa Afryki   | sztafeta 4 × 400 m               | srebrny medal            |
| 1984 | Los Angeles | Igrzyska olimpijskie | sztafeta 4 × 400 m bieg na 400 m | brązowy medal 6. miejsce |
| 1985 | Kobe        | Uniwersjada          | bieg na 400 m                    | brązowy medal            |
| 1988 | Seul        | Igrzyska olimpijskie | sztafeta 4 × 400 m               | 7. miejsce               |

## Rekordy życiowe
- bieg na 200 metrów – 20,79 – Dallas 13/04/1985
- bieg na 400 metrów – 44,83 – Los Angeles 06/08/1984
- bieg na 400 metrów (hala) – 46,68 – Syracuse 10/03/1984